# Византийская Хазария
Название части византийской территории в Крыму, на сообладание которой некоторое время (примерно с VII по X или даже начало XI века) претендовали хазары, со временем закрепившееся над частью Крыма.

### История
После середины VI века н. э. подчинённые каганам тюрок бывшие гуннские племена (в частности прабулгары-утигуры) начали наседать на Крым. В 575 или 576 году хан булгар-утигуров Анагей и прибывший к нему на подмогу с войском от тюркского кагана Туксанфа тюркский полководец Вохан получили приказ начать наступление на Византийскую Таврику, чтобы захватить город Боспор, тем самым развязав войну между Тюркским каганатом и Византийской империей (Менандр Протиктор, фр. 45). Вскоре после этого, между декабрём 575 и декабрём 576 годов, тюркские войска хана Анагея и полководца Вохана захватили Боспор (там же, фр. 47). В дальнейшем, приазовские и причерноморские прабулгары находились в сфере влияния то Хазарского каганата (отпавшего постепенно от Тюркского каганата), то от Аварского каганата, а контроль ими над какой-либо частью Крыма скорее всего был очень быстро полностью утрачен.
К концу VII века хазары контролировали бо́льшую часть Степного Крыма, Приазовья и Северного Кавказа. Неясно, как далеко простирался их контроль над степями к востоку от Волги (история этого региона менее всего освещена в письменных источниках). Однако бесспорно, что историческим последствием хазарской гегемонии стала остановка непрерывного потока кочевников, следовавших из Азии в Европу, что имело позитивные последствия для восточнославянских племён и народов Центральной Европы.
Соседство с византийскими владениями на Крымском полуострове приводило к участию хазар в политике Империи. Около 704 года к кагану Ибузиру Глявану обратился за помощью свергнутый император Юстиниан II, находившийся в ссылке в Херсонесе. Каган дал ему в жёны свою сестру и пообещал помощь, но затем под влиянием действующего императора изменил своё решение и приказал убить. Юстиниан сумел бежать к дунайским булгарам и с их помощью вернулся к власти. Первое время его отношения с хазарами оставались дружественными, и каган посетил Константинополь, где был с почётом принят. От хазарской жены, в крещении получившей имя Феодора, у Юстиниана родился сын, сразу же объявленный соправителем. В 705 году император Юстиниан послал флот в Крым, чтобы взять жену и родившегося сына. Флот почти весь затонул, но каган отдал родственников беспрепятственно. Опасаясь гнева Юстиниана, жители Херсонеса добровольно перешли под покровительство хазар, и в городе при сохранении самоуправления появился хазарский наместник — тудун. Опасения горожан подтвердились: в 710 году Юстиниан захватил Херсонес, казнил местную знать, а тудуна пленил и отослал в Константинополь. Опасаясь дальнейших планов Юстиниана, жители других крымских городов обратились к кагану за помощью. В 711 году он остановил разгром Херсонеса византийской армией. В итоге Юстиниан вновь был свергнут, а императором при поддержке хазар стал херсонесский ссыльный Вардан Филлипик.
Союзные отношения между двумя державами были скреплены в 732 году браком наследника византийского престола (будущего Константина V) с дочерью (или сестрой) кагана Вирхора принцессой Чичак, названной при крещении Ириной.
Между 787−791 годами — восстание против хазар в Крымской Готии под предводительством епископа Иоанна. В 787 году хазары подавили восстание в Готии (область Горного Крыма), посадив его зачинщика — местного епископа Иоанна в тюрьму. Контроль хазар над Крымом сохранялся до сер. IX века, а над Таманью и зоной вокруг Керченского пролива — вплоть до падения каганата.
В 861−862 годах — посольство Константина Философа в Хазарский каганат. Константин прибыл в Херсон (январь 861 года). В Крыму он уговорил хазарского воеводу снять осаду с какого-то христианского города.
В 939 году один из русских вождей — Х-л-г (возможно, князь Олег) по подстрекательству Византии напал на хазарскую заставу Самкерц на Таманском полуострове. Хазарское войско под командованием полководца Песаха, захватив три города и «множество» деревень, осадило Херсон. Затем, в ходе войны, которая длилась 4 месяца, Песах разбил войско русов Х-л-г и разграбил византийские владения в Крыму.

Хазарский царь Иосиф (около 2-й и начала 3-й четверти X века) называет 11 городов Крыма, принадлежавших Хазарскому каганату:
С западной стороны — Ш-р-кил, С-м-к-р-ц, К-р-ц, Суг-рай, Алус, Л-м-б-т, Б-р-т-нит, Алубиха, Кут, Манк-т, Бур-к, Ал-ма, Г-рузин.
Т. е. Керчь, Судак, Алушта, Кучук-Ламбат, Партенит, Алупка, Эски-Кермен, Мангуп, Палакион, Алма-сарай, Гурзуф, а также расположенные вне Крыма Саркел, Самкерц. По письменным источникам известен еще один крупный хазарский центр в Крыму — Фуллы, однако неизвестно, где он находился, наиболее вероятно, что Фуллы — это Эски-Кермен (то есть аналог Кута из "списка" царя Иосифа).
В византийской литературе топоним Хазария сохранялся дольше всего. Это название закрепилось за Восточным Крымом. Позже оно перешло в итальянские документы и применялось вплоть до XVI века.
Во второй половине X века (после похода киевского князя Святослава и в связи с наступлением тюркских племён  на волжском рубеже), Хазарский каганат распался, и его западные владения попали под власть Руси и Византии. Ранее, Византия властвовала лишь на частью Крыма, другая часть — Крымская Хазария — была также поделена между Русью и Византией.
По данным Георгия Кедрина, в 1016 году совместные силы византийского полководца Андроника (приставшего с флотом к Крыму) и русского князя Сфенга, брата Владимира, совместно разгромили поднявшего мятеж против Византии архонта Хазарии, Георгия Цула. Иоанн Скилица писал об этом мятеже: "Возвратясь в Константинополь, василевс в январе 6524 г. посылает флот в Хазарию, имеющий в качестве экзарха Монга, сына Андроника Дуки Лида, и совместно со Сфенгом, братом Владимира, зятем василевса, он подчинил страну, когда ее архонт Георгий Цула был пленен в первом же столкновении". Георгий Цула скорее всего был самозванным архонтом Херсона, поскольку была найдена его печать как стратига этого города.
На обнаруженной византийской свинцовой печати, имеющей на лицевой стороне изображение архангела Михаила, тогда как на обороте читается греческая надпись: + Κ(ύρι)ε βοήθ(ει) τῷ σῷ δούλ(ῳ) Μιχαὴλ ἄρχοντι κα δούκᾳ Ματράχ(ου κα) πάσης Χαζαρίας (Господи, помоги рабу своему Михаилу, архонту и дуке Матрахи и всей Хазарии). Ныне также введены в научный оборот два моливдовула с изображением архангела Михаила в рост и легендой: «Господи, помоги рабу своему Михаилу Матарху». Родовое имя Матарх происходит от топонима Матарха. Датировка печатей соответствует XI и XII векам.
В 2011 г. был обнаружен и вскоре введен в научный оборот найденный в районе Мекензиевых гор у города Симферополь (Крым) моливдовул Никифора Алана. На аверсе нанесены изображения Богоматери Агиосоритиссы Халкопратийской, или определяемой только как Богоматери Агиосоритиссы, длани Господа и надпись: «Μ(ατη)ρ Θ(εο)υ» — «Богоматерь». На реверсе — семистрочная надпись: «†Κ(υρι) ε β(οη)θ(ει) Νικηφορω βεσταρχ (και) κατεπαν(ω) Χερσωνος (και) Χαζαρ(ιας) τω Αλανω†» — «†Господи, помоги Никифору Алану, вестарху и катепану Херсона и Хазарии†». Моливдовул датируется 1060–1080-ми годами или несколько позже.
В 1143 году Нил Доксопатр писал о власти императора, которая простиралась: «до Херсона, Хазарии, Готии и Халдии».
Византийский император Мануил I в 1166 году именовался в его титулатуре «августом ... зихкийским, хазарским, готским».
Согласно Гийому Рубруку, посетившему Крым в 1253 году, Кассария (то есть Хазария) простиралась на весь Крым и на часть Таманского полуострова, с городом Таматархой.
В "Великом сочинении" Роджера Бэкона (ок. 1214 - ок. 1292 годов) Хазария (точнее, Кассария или Цессария) охватывает весь Крым и южные окраины Северного Приазовья вплоть до реки Дон (Танаис), а также, видимо, Матарху (в его тексте - Матрику).
Генуэзские власти, встревоженные захватом в 1308 году Кафы войсками хана Тохты и разразившимся в 1313 году противостоянием с Византией и Трапезундом, создали в ноябре для учёта дел «Трапезунда, Персии, Турции и всего Чёрного моря» специальную комиссию из восьми «мудрых» (sapientes), которая бы ведала всеми делами генуэзцев в Крыму и на Чёрном море, — Оффиция Газарии (Officium Gazariae). Возникшая после 1363 года Оффиция Романии (Officium Romaniae или Officii Provisionis Romanie — Оффиция Попечения Романии), постепенно заменила ранее созданную Оффицию Газарии.
Алексей, князь Крымской Готии и Феодоро в южном и юго-западном Крыму, именовался в середине XV века «князем всей Хазарии».
В западноевропейских источниках генуэзские колонии в Северном Причерноморье традиционно назывались Газа́рия (Gazaria) предположительно от слова Хазария. Под «Газарией» итальянцы подразумевали не только Крым, но и вообще земли, прилегающие к Чёрному и Азовскому морям, за исключением входивших в состав Византийской империи. В XIV—XV веках кафский консул был верховным правителем причерноморских владений Генуи. В документах того времени его называли «главой Каффы и всего Чёрного моря», «Главой Газарии».
Еврей из Праги, Гершон бен Элиэзер Галеви, ещё в XVII веке называл «Хазарией» окрестности Крыма.

#### Видные роды Византийской Хазарии
1. Семья Цула. Некторую роль в Византийской Хазарии играло семейство Цула. Оно было неместного, хазарского происхождения. В Херсоне найдены печати представителей этого рода с византийской титулатурой. В легендах этих печатей упоминаются: императорский спафарий Михаил Цула, императорский (?) протоспафарий и стратиг Херсона Лев Цула, Игнатий Цула и Феофилакт Цула. В Мангупе, в крепостной стене, была найдена плита с греческой надписью о том, что «была построена стена в дни смотрителя Цулы», датированная 1503 годов. Таким образом, Цулы присутствовали в Крыму до начала XVI века.
2. Семья Аланов. Другим влиятельным кланом в этих местах при Византии был род Алан[18]:
  - Григорий Алан, сын Давида (X в.);
  - Сергий Алан, протоспафарий (первая половина XI в.);
  - Никита Алан (вторая половина XI в.);
  - Григорий Алан (вторая половина XI в.), патрикий и стратиг, анфипат и катепан, протопроедр и дука;
  - Никифор Алан, вестарх и катепан Херсона и Хазарии (вторая половина XI в.);
  - Леонтий Алан, протоспафарий и ипат (третья четверть XI в.) 20;
  - Георгий Алан (последняя треть XI в.).